# 배상명령
배상명령(賠償命令)이란 형사사건의 피해자가 범인의 형사 재판 과정에서 별도의 민사소송을 제기하지 않고도 간편한 방법으로  피고인의 범죄행위가 유발한 손해대한 민사적인 손해배상 명령까지 받아낼 수 있는 제도를 말한다.

## 판례

### 배상명령의 신청이익이 없는 경우
- 배상명령제도는 범죄행위로 인하여 재산상 이익을 침해당한 피해자로 하여금 당해 형사소송절차내에서 신속히 그 피해를 회복하게 하려는 데 그 주된 목적이 있으므로 피해자가 이미 그 재산상 피해의 회복에 관한 채무명의를 가지고 있는 경우에는 이와 별도로 배상명령 신청을 할 이익이 없다[1]

### 위법한 배상명령
- 배상책임의 유무 또는 범위가 명백하지 아니하여 배상명령을 할 수 없음에도 불구하고 이를 지나친 나머지 피고인에 대하여 편취금액 전액의 배상을 명한 원심판결의 배상명령 부분은 위법이다[2]

### 배상명령의 요건
- 소송촉진등에관한특례법 제25조 제1항의 규정에 의한 배상명령은 피고인의 범죄행위로 피해자가 입은 직접적인 재산상 손해에 대하여 그 피해금액이 특정되고, 피고인의 배상책임의 범위가 명백한 경우에 한하여 피고인에게 그 배상을 명함으로써 간편하고 신속하게 피해자의 피해회복을 도모하고자 하는 제도로서, 같은 조 조 제3항 제3호의 규정에 의하면, 피고인의  배상책임의 유무 또는 그 범위가 명백하지 아니한 때에는 배상명령을 하여서는 아니 되고, 그와 같은 경우에는 같은 법 제32조 제1항이 정하는 바에 따라 법원은 결정으로 배상명령 신청을 각하하여야 한다[3].

## 참고 문헌
- 찾기쉬운 생활법령정보 배상명령[깨진 링크(과거 내용 찾기)]

## 같이 보기
- 소송촉진등에관한특례법